# Marcelo Damiao
Marcelo Damiao  (Campinas, Brasil, 19 de marzo de 1975)  es un ex-baloncestista brasileño que adoptó la nacionalidad italiana. Con 2.04 de estatura, su puesto natural en la cancha era el de pívot. Desarrolló toda su carrera como jugador profesional en el baloncesto italiano, además de haber actuado con la selección de baloncesto de Italia en diversos torneos. 

## Trayectoria

### Clubes
| Club              | País   | Año         |
| ----------------- | ------ | ----------- |
| Fortitudo Bologna | Italia | 1994 - 1996 |
| Varese            | Italia | 1996 - 1997 |
| Reggiana          | Italia | 1997 - 1998 |
| Fortitudo Bologna | Italia | 1998 - 1999 |
| Reggiana          | Italia | 1999 - 2000 |
| Fortitudo Bologna | Italia | 2000 - 2001 |
| Cantú             | Italia | 2001 - 2003 |
| Reggiana          | Italia | 2003 - 2005 |
| Firenze           | Italia | 2005        |
| Pavia             | Italia | 2006        |
| Latina            | Italia | 2006 - 2007 |
| Basket Scauri     | Italia | 2007 - 2008 |